# El Ciénego Sur
El Ciénego Sur es un caserío peruano ubicado en el distrito de Casitas, perteneciente a la provincia de Contralmirante Villar del departamento de Tumbes, al norte del Perú. 

## Ubicación
El Ciénego Sur se ubica al sur de la provincia de Contralmirante Villar, en el distrito de Casitas, en el departamento de Tumbes.

## Demografía
En 2017 El Ciénego Sur tenía una población de 75 habitantes.
| Gráfica de evolución demográfica de El Ciénego Sur entre 1993 y 2017 |
|                                                                      |
| Fuentes: Población 1993 y 2017                                       |